# 迪士尼飛天巡遊

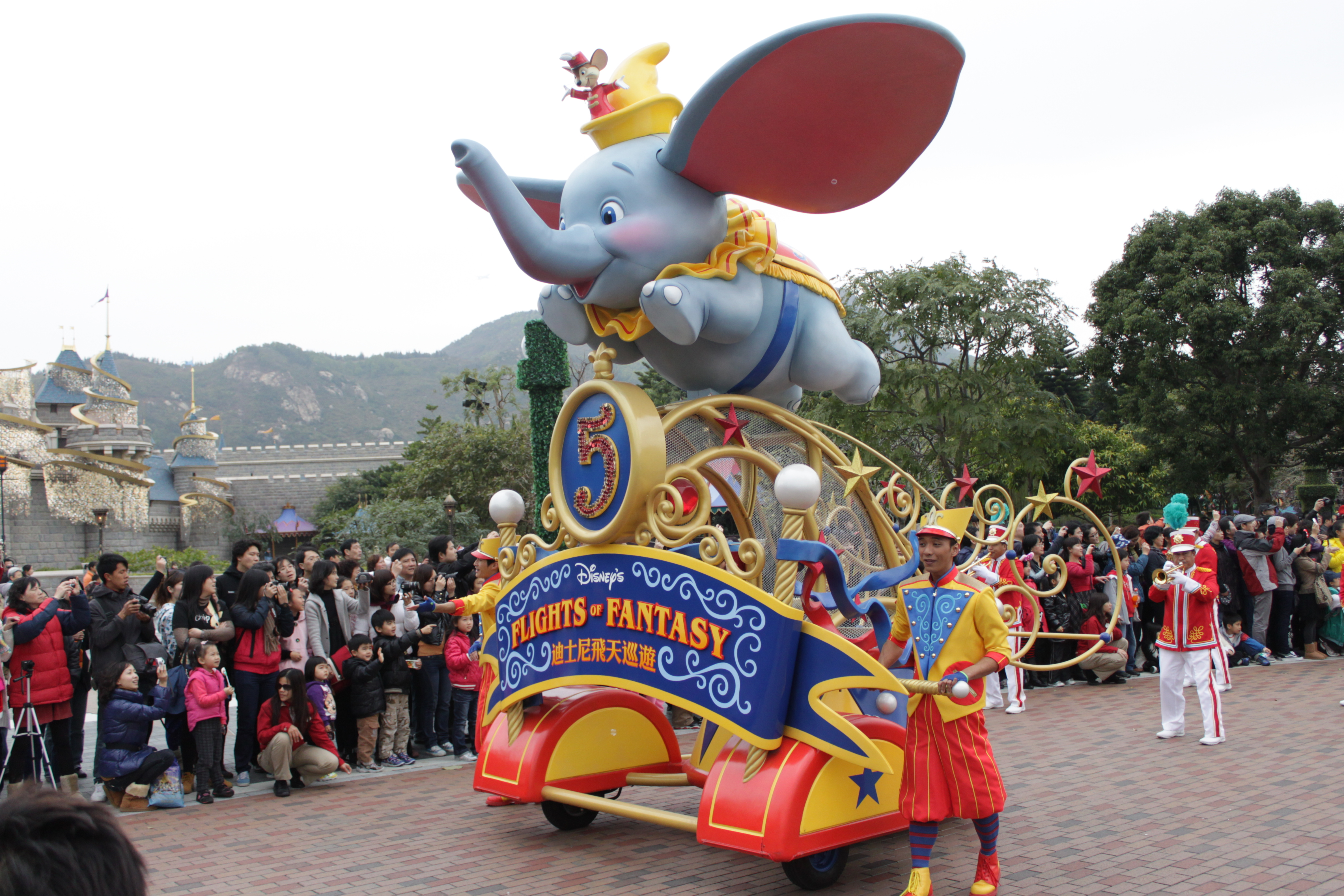
香港迪士尼樂園的迪士尼飛天巡遊

迪士尼飛天巡遊是於香港迪士尼樂園的其中一個五周年慶祝頭炮活動。於每天下午由幻想世界的故事劇場開始，在指定地點花車會升至約四十呎高空表演，並於美國小鎮大街結束。
是全球獨家的迪士尼巡遊表演代替原來的迪士尼巡遊表演。

## 巡遊車
- Mickey's Magical Airship 這燦爛的遊行開始小飛象車是完全自動行走由兩位演藝人員轉動方向的巡遊名稱。米奇駕駛一個巨大的飛船，並帶領後面的人物行走這個巡遊路線。

- Caught Up in Daydreams 蜜糖是小熊維尼的最愛, 亦可以將小熊維尼的煩惱一掃而空. 當小熊維尼車經過時，你將會感受到他的熱切。. 蜂蜜罐已滿，蜜罐將不定期開放，將會有蹦極，吸引了蜜蜂和懸停周圍走！

- Romance Takes Wing 在一個天鵝狀的飛船，您將可以看到您最喜愛的迪士尼公主，白雪公主、灰姑娘、睡公主、貝兒，而且會有心形氣球，這代表著浪漫夢想的公主，周圍這飛船。

- Junpin' Jungle Jam 我們的朋友森林王子，獅子王和泰山將會在這個跳舞。也有動感音樂風格的森林，卡阿大眼睛顏色和他們的精力充沛的猴子的朋友會加入這個可愛的團隊，單獨與他們跳舞。 辛巴獅子王將與你們一起跳舞！

- The Magic of Pixie Dust奇妙仙子出來了，從精靈萬聖節！不要驚訝，如果你看見一飛行的棉花飄,它是神奇的精靈之塵！誰將會慷慨地分享他們的喜悅和幸福給大家！

- Hangin' Ten and Ridin' : 史迪仔隆重地介紹他的夏威夷世界！帶領他的舞蹈團隊，將形成夏威夷舞者，衝浪，為賓客提供最熱門的意識熱帶！

- To infinity and Beyond :  壓軸的反斗奇兵，胡迪，翠絲和火腿將加入這個驚人的 巴斯光年團隊，綠傘兵將顯示他們最好的跳傘蹦極跳，並提供最大的歡樂慶典氣氛。他們是巡遊最後一隊，並帶來完美的結局!

## 巡遊資料
- 演出日期: 2011年1月18日-  2020年1月25日
- 演出長度: 大約35分鐘
- 暫停的歌曲:: 中文版本Jonas Brothers' "Fly with Me"及 "You Can Fly" Peter Pan
- 其他歌曲:
  - 開始時:
    - "Zip-A-Dee-Doo-Dah" Song of the South / "Mickey Mouse Club March"

  - 小熊維尼巡遊車:
    - "Winnie the Pooh" / "The Wonderful Thing About Tigger" / "Heffalumps and Woozles"

  - 公主巡遊車:
    - "Someday My Prince Will Come" from Snow White and the Seven Dwarfs / "So This Is Love" from Cinderella / "Once Upon a Dream" from Sleeping Beauty / "Beauty and the Beast" 及 Beauty and the Beast

  - 森林巡遊車
    - "I Wanna Be Like You" -The Jungle Book / "I Just Can't Wait To Be King" -獅子王 / "Trashin' the Camp" -泰山

  - 奇妙小仙子巡遊車:
    - "You Can Fly" -Peter Pan

  - 史迪仔巡遊車
    - "He Mele No Lilot" / "Hawaiian Roller Coaster Ride"

  - 反斗奇兵巡遊車:
    - "You've Got a Friend in Me"
- 主歌: "Flights of Fantasy" (新版本的Mickey's Soundsational Parade 音樂)
- 演出時間: 不定，根據當日樂園時間表為準

## 外部連結
香港迪士尼樂園:http://www.hongkongdisneyland.com （页面存档备份，存于）